# Stephan Meinberg
Stephan Meinberg (* um 1969) ist ein deutscher Jazz-Trompeter.

## Leben und Wirken
Meinberg studierte zunächst klassische Trompete bei Hannes Läubin an der Musikhochschule Lübeck und später Jazztrompete bei Manfred Schoof an der Hochschule für Musik Köln. Mit einem Jahresstipendium des DAAD studierte er 1999–2000 an der New School University in New York City u. a. bei Reggie Workman.
Er arbeitete u. a. mit der Gruppe Heelium (CD god damn' it dave mit Penrose Feast, John Carlson, Sabine Wortmann und Oliver Sonntag), in Peter Herborns Band Large und dem Trio Groove Galaxi und mit Musikern wie Charlie Mariano, David Liebman, Gary Thomas, George Garzone, Robin Eubanks, Henning Berg, Carl Ludwig Hübsch und Matthias Schubert. Er gründete das Quintett Vitamine (zunächst mit Angelika Niescier, Heiko Kulenkampff, Sebastian Räther und Peter Kahlenborn, aktuell mit Claudio Puntin, John Schröder, Sven Kerschek und Samuel Rohrer), mit dem er die CD horizontal aufnahm. 2003 war er Preisträger des Jazzart Festival. Er wirkte bei Rundfunk- und Fernsehproduktionen mit und unternahm Tourneen nach Russland, Indien und Skandinavien.
Meinberg lebt bei und arbeitet in Hamburg, ist aber weiter der Kölner Szene verbunden und spielt beispielsweise im James Choice Orchestra.